# شرکت معماری

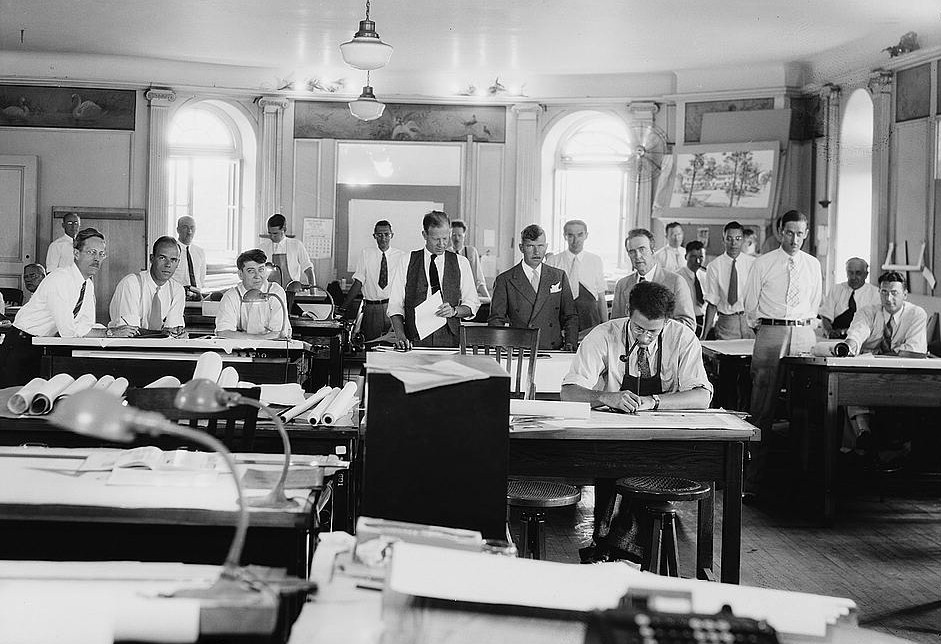
یک شرکت معماری در دههٔ ۱۹۴۰ میلادی

شرکت معماری (انگلیسی: Architectural firm) در برخی از کشورها (از جمله بریتانیا) به شرکتی گفته می‌شود که خدمات تخصصی معماری ارائه می‌کند، در حالی‌که در دیگر کشورها (مثل آمریکا) شرکتی است که یک یا چند معمار دارای پروانه را به کار می‌گیرد و در حوزهٔ معماری مشغول فعالیت است.